# マーティン・タイラー

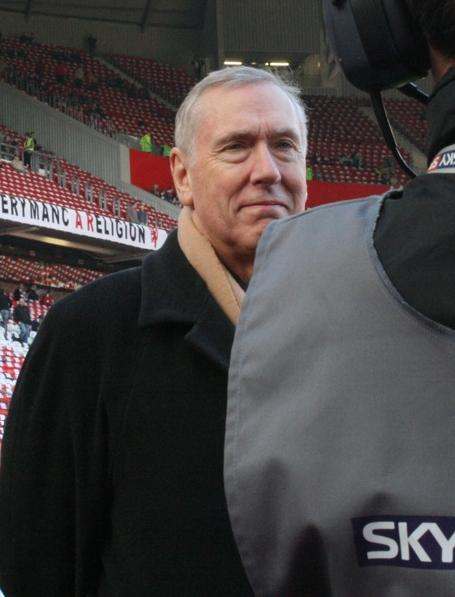
マーティン・タイラー

マーティン・タイラー（Martin Tyler、1945年9月14日 - ）は、イングランド・チェスター生まれのサッカー解説者。実況担当としてもテレビやラジオ中継などで活躍している。イングランド・サッカー協会が選出する「この10年間のFAプレミアリーグの解説者の第一人者」と功績を賞したが、本人は下部リーグのウォーキングFCのサポーターである。

## サッカー選手としてのキャリア
イースト・アングリア大学時代（1964年 - 1968年）までセンターフォワードの選手としてコリンシアイン・カジュアルズの一員としてプレイしていた。社会学を専攻していたが、ロンドン市内の放送局のバイトで忙しくなり、それ以来プレーするのは趣味の範囲となる。英国内でアナウンサーや解説者で組んでいる即席のチームでチャリティ・マッチなどに現在も参加することもある。
ロンドン郊外南西部のキングストニアンFCのサポートスタッフとしても名を連ね、イスミアンリーグ・ディヴィジョン1・サウスのシーズン優勝を目標に掲げている。

## 解説者としてのキャリア
1960年代に大学を卒業後、最初はゴーストライターとして新聞のコラムに執筆したり、出版社のサッカーに関する書籍の編修でマスコミの世界に入った。当時、サッカーの試合中継が英国で始まったばかりでITVのサッカー番組の裏方として関わるようになったものの、実際のコメンテーターとしての役割がまわってくるのには時間が掛かった。
1974年にようやくITVのイギリス南部をカバーする地方ネットワーク局で、当時2部リーグでプレイしていたサウザンプトン対シェフィールド・ウェンズデイFCの対戦で初めてマイクを任される。この実況が評判となり、次第にシーズンを通して声が掛かるようになった。1976年にイギリス中部へ拠点を移し、1978年FIFAワールドカップの仕事をし、続けて1979年欧州選手権の決勝も担当になった。順調にキャリアを重ね、1982年ワールドカップの中継にもITVがタイラーにイングランド代表の試合すべてと決勝カードを任せることになり、一気に知名度もアップした。
ITVのサッカー中継には欠かせない存在となり、1984年欧州選手権、1986年FIFAワールドカップなどでも活躍するが1990年に設立されたばかりの衛星放送局BSB（British Satellite Broadcasting）のスポーツ局と契約し、イングランド代表、FAカップ、スコットランドリーグと活躍の場をさらに広げていく。BSBがSkyと合併したことで1991年にスカイ・スポーツ（Sky Sports）が生中継の独占権を得、FAプレミアリーグの実況を1992年の最初のシーズンから手がけることになり、現イングランド・プレミアリーグの声として不動の地位を築いた。
オーストラリア代表、欧州選手権、さらには欧州の各リーグの試合も実況することがあり、活躍はSky Sports以外も広がっている。2002年FIFAワールドカップでは初来日を果たし、イングランド代表のみならず各国のキャンプをレポートした。近年ではアメリカのサッカー番組（ラジオ）やポッドキャストでもコメンテーターとして仕事をこなしている。
サッカー以外でもクリケット、ネットボール、野球（ワールドシリーズ）など他のスポーツもこなす。コメンテーター仲間のアンディ・グレイと共に、PS4とXbox 360のFIFA関連の英語版ゲームでもお馴染みである。
日本国内ではプレミアリーグなどの中継時に副音声でタイラーの声を聞くことが出来る。